# Sierra de Ancasti
Sierra de Ancasti är en bergskedja i Argentina.   Den ligger i provinsen Catamarca, i den norra delen av landet, 1 000 km nordväst om huvudstaden Buenos Aires.
Trakten runt Sierra de Ancasti består i huvudsak av gräsmarker. Trakten runt Sierra de Ancasti är nära nog obefolkad, med mindre än två invånare per kvadratkilometer.